# Малдиви
Малдѝви (среща се и като Маледиви, на дивехи: ދިވެހިރާއްޖެ – Дивехи Радже), официално име Репу̀блика Малдѝви (на дивехи: ދިވެހިރާއްޖޭގެ ޖުމުހޫރިއްޔާ – Дивехи Раджжеге Джумухурийя), е малка островна държава в Индийския океан, състояща се от група атоли, намираща се на юг-югозапад от Индия и на около 700 км югозападно от Шри Ланка. Това е най-голямата „коралова“ държава в света и най-малката азиатска държава по население и по територия. Името Малдиви означава „огърлица от острови“.
Малдивите имат най-ниската надморска височина от всички страни в света. Най-високата точка е 2,3 метра над морското равнище, а средната височина е 1,5 м. Общата площ е 298 км². Столицата Мале се намира на най-големия атол. Малдивите нямат нито една река или голямо езеро и се чувства недостигът на питейна вода. Температурата на въздуха целогодишно е от 24 °C до 33 °C.
Малдивите са президентска република. Официалната държавна религия е ислям. Най-развитите отрасли в икономиката на страната са туризмът и риболовът.

## История
Архипелагът е бил заселен преди повече от 2000 години от дравиди и индоарийци – имигранти от Цейлон (сега Шри Ланка) и Южна Индия. Жителите му са били будисти още по времето на великия Ашока около III век пр. н. е. Араби и персийци започват да се заселват в района около V–VI век.
Първото писмено споменаване на островите датира от 947 г., вероятно когато ги е посетил арабски проповедник. На 7 юли 1153 г. Малдивите за първи път се споменават като султанат. Ислямът навлиза на островите и е обявен за официална религия на повечето острови от архипелага през 1153 г. Проповедникът на исляма се самопровъзгласява за султан и основава династия, която просъществува няколко века. През 1344 г. на островите пристига известният арабски пътешественик Ибн Батута, който служи като кадия в продължение на 18 месеца.
Малдивите попадат под владичеството на Португалия през 1558 г., когато португалците създават малък гарнизон и търговски пункт на Малдивските острови. Опитите за налагане на християнството на островите и атолите провокират местното население към въстание, водено от Мохамед Такуруфану ал-Азам и двамата му братя, които прогонват португалците от Малдивите 15 години по-късно. Това събитие сега се празнува като Национален празник на Република Малдиви. В средата на XVII век холандците от нидерландската Ост-Индия заменят португалците като доминираща сила в Цейлон и установяват хегемония на Малдивите от 1654 г., без да навлизат особено в местните дела, които са регулирани в съответствие с вековните ислямски обичаи.
През 1796 г. британските войски изгонват холандците от Цейлон и включват Малдивите в списъка на своите колонии. През 1860 г., в резултат на поредица от въстания, водени от членове на ислямистката организация „Мусталитив“, британските войски са били принудени да напуснат Малдивите. Скоро победата на клана Какааге, който е бил на страната на Англия, над клана Азириге, връща британците на архипелага, които в края на 1887 г. обявяват Малдивите за протекторат на Англия.
Малдивите получават независимост на 26 юли 1965 г., а на 11 ноември 1968 г. след проведен референдум са обявени за република. Момун Абдул Гаюм става президент през 1978 година и остава на този пост до 2008 година, тъй като е преизбиран 6 последователни пъти в отсъствието на опозиция и служи 6 петгодишни мандата. След разрешаване на политическите партии на негово място с всенародни избори е избран Мохамед Нашид.

## Държавно устройство
Малдивските острови са президентска република. Президентът е държавен и правителствен глава и се избира пряко за 5 години и ръководи висшия изпълнителен орган – министерския съвет. Висшият законодателен орган (народният меджлис) е еднопалатен парламент от 50 депутати (8 от тях се назначават от президента, а 42 се избират за 5 години от населението).
Политическите партии са разрешени от 2005:
- Народна партия на Малдивите
- Партия на справедливостта
- Ислямска демократична партия
- Демократична партия на Малдивите (издига кандидатурата на бившия президент Мохамед Нашид)

Малдивите са една от най-независимите държави в света.

## Административно деление и въоръжени сили
В страната има 26 естествени провинции (атола), но правителството ги е групирало в 20 административни провинции, за да улесни администрацията на държавата: 19 островни групи и един дистрикт – Мале. Въоръжените сили се състоят от сили за бързо реагиране, сили на безопасността и морски стражи. Според данни от 2003 година годни за военна служба са 37 100 души.

## География
Малдивският архипелаг образува 2 паралелни вериги, състоящи се от 26 атола, обединяващи 1196 коралови острова, които се простират на територия от 90 000 квадратни километра, което прави Малдивите една от най-разкъсаните и разпръснати на голяма територия държави в света. Най-северната точка се намира на 7°06′22″ с. ш. и е разположена на остров Тураанкуну в атола Ихавандифулу, а най-южната – на 0°42′13″ ю. ш. и е разположена на остров Ган в атола Аду. Състои се коралови рифове и пясъчни ивици по продължението на 960 км дълга подводна планинска верига, издигаща се от дълбините на Индийския океан. Само 203 острова са обитаеми. На най-големият остров Мале се намира единственият град – едноименната столица – и единственото пристанище. Повечето острови са обкръжени от коралови рифове. Всеки атол има средно по 5 до 10 населени острова и 20 до 60 ненаселени. Малдивите са и най-ниската държава в света – най-високата точка на територията ѝ достига едва 2,3 метра. На някои острови обаче има дюни, които достигат 3 метра височина.
През 2008 година президентът след избирането си обявява намерението си за закупуване на земи в Австралия, Индия и Шри Ланка поради загрижеността от глобалното затопляне на климата и повишаването нивото на световния океан. Земите ще бъдат закупени със средства от туризма. Около 600 хил. туристи посещават архипелага всяка година.
За последните 100 години нивото на океана в този район се е издигнало с 20 сантиметра. Около 1970 година обаче нивото е паднало с около 20 сантиметра. Някои прогнози показват, че има вероятност около 2050 година островите да изчезнат напълно. Други прогнози предричат, че нивото на океана в тази част на света ще се издигне с около 60 см около 2100 година.
Земетресението в Индийския океан от 2004 година и последвалото го цунами нанася големи щети на икономиката, обществото и природата – много хора остават бездомни, а на заобикалящата среда са нанесени необратими вреди.
Почвата представлява около 15 сантиметра хумус, под него се намират около 50 – 60 см пясъчници и след това пясък. Кокосовите палми са националното дърво на страната и се намират в изобилие на островите. Поради недостига на прясна вода обаче другите видове растителност са рядкост. Някои дървета, като например манго, започват да умират поради просмукването на солена вода в почвата. Повечето постоянни жители разчитат на дъждовна и грунтова вода за питейни нужди.

### Климат
Малдивите имат стабилен тропичен мусонен климат (Am) според климатичната класификация на Кьопен, който се влияе от доста голяма площ от Южна Азия. Тъй като Малдивите имат най-ниската надморска височина в света, температурите са постоянно горещи, а влажността е висока. Това причинява различно нагряване на земята и водата. Температурите на въздуха варират между 24 и 33 °C през цялата година, а средната им стойност е 28,2 °C. Най-ниските средни минимални температури са през ноември (25,2 °C), а най-високите средни максимални – през април (31,6 °C). Температурата на водата през цялата година е от 27 до 29 °C. Средно на денонощие има от 6,68 слънчеви часа през септември до 9 слънчеви часа през март. Средните годишни валежи са 2540 милиметра на север и 3810 милиметра на юг. Най-малко са валежите през февруари (38 мм) и март (74 мм), а най-много през май, ноември и декември (216 – 231 мм). Влажността на въздуха е висока, но не се усеща осезателно поради постоянния бриз. Има постоянен приток на влажен морски въздух от Индийския океан чрез мусоните.
Преобладават два сезона с различни мусони: сух през зимата (януари – април) и дъждовен през лятото (май – декември) със силни ветрове и бури. Преходът от сухия североизточен мусон към влажния югозападен мусон се случва през април и май. През този период югозападните ветрове допринасят за образуването на югозападния мусон, който достига Малдивите в началото на юни и преобладава до края на август. Метеорологичните условия на Малдивите обаче невинаги съответстват на мусонните режими в Южна Азия. Мусонното влияние е по-голямо на север от Малдивите, отколкото на юг – това се дължи на наличието на екваториални течения.

## Стопанство
Водещи отрасли в икономиката на страната са туризъм, риболов, корабоплаване и търговия. Добиват се също така бисери и корали.

### Туризъм
Малдивите са почти напълно непознати до 1970-те. Населени са само 200 острова от общо 1192 и на тях живеят 328 536 души (според преброяването от 2012). Туризмът представлява около 30 % от брутния вътрешен продукт и основната причина за развитието на икономиката на тази страна и създаването на работни места. Първият курортен комплекс отваря врати през 1972 година.
Съгласно официалната правителствена страница за туризма 1972 година бележи началото на прехвърляне на тежестта на икономиката от риболова към туризма. Днес страната има 89 курортни комплекса с капацитет от 17 000 легла за 600 000 туристи, които ежегодно посещават Малдивите. Те са предпочитано място заради сравнително умерения климат, чистата синя вода, белите пясъчни ивици, възможността за практикуване на водни спортове целогодишно и заради изключително интересния и богат подводен свят.

### Риболов
Риболовът е вторият по значимост сектор на промишлеността след туризма. Според националната традиция и думите на президента риболовът е основен за оцеляването на нацията.
Малдивите имат изобилие на различни видове риба – риба тон, баракуда, махи-махи (делфинова риба) и много други. Освен индустрия, риболовът е и развлечение, както за местните жители, така и за туристите. Той е бил основно препитание за жителите от векове. Дори и днес в него е заето половината от трудоспособното население на държавата, съсредоточено в частния сектор. Около 50 % от улова се изнася навън – основната част заминава за Шри Ланка, а останалата за Япония, Сингапур, Тайланд и Германия. 90% от експорта на рибата е или замразена, в консерви или изсушена. Само 10% от нея е прясна.
Земетресението от 2004 година и последвалото цунами не успяват да нанесат съществени вреди на кораловия риф и на риболова като цяло.
Рибарите са имали водеща роля в икономиката до 1985 година, когато туризмът ги измества на второ място. Въпреки това риболовът и туризмът остават взаимосвързани и осланящи се преди всичко на кораловия риф за своето оцеляване. Около 22 хил. души са ангажирани по един или друг начин с риболовната индустрия.

### Земеделие и търговия
Земеделието играе сравнително малка роля в икономиката на страната. С разрастването на туризма намалява и така по принцип оскъдна обработваема земя. Друг проблем е недостигът на вода за напояване. Значителна част от селскостопанската продукция се внася. Основната култура, която се отглежда е кокосовата палма, а също така хлебно дърво, банани, манго, както и птици. Промишлеността е представена от малки занаятчийски работилници, текстилни и рибо-консервни предприятия, които произвеждат основно дрехи, сувенири и лодки.

## Демография
Малдивите са съставени от смесица от различни етноси и култури, които са населявали островите по едно или друго време. Най-вероятно първите заселници са дошли тук от Южна Индия и Шри Ланка.
В държавата има сложно социално разслоение, което се базира на професия, имотно състояние, семейни връзки, произход и ислям. Основно населението се дели на благородници (bēfulhu) и обикновени граждани. Социалният елит живее в столицата Мале – единственият град и пристанище на архипелага, разположен на едноименния атол. Вероятността туристите да се срещнат с местното население е много малка, тъй като туристическите курорти не са построени на островите с местно население.
През 1905 г. населението е 100 000 души и остава непроменено до 1970-те. След получаване на независимост през 1965 г., здравеопазването се подобрява и през 1978 г. броят на населението се удвоява. Около 2000 година той достига 300 000.
Според данни от април 2008 г., около 70 000 чуждестранни работници и 33 000 нелегални имигранти представляват 1/3 от населението на страната. Общият брой на населението е 301 475 (юли 2000), 369 031 (юли 2007) и 379 270 (2020).
| Години | Население | 0 – 14 г. | 15 – 64 г. | над 65 г. |
| ------ | --------- | --------- | ---------- | --------- |
| 2000   | 301 475   | 46 %      | 51 %       | 3 %       |
| 2007   | 369 031   | 43 %      | 54 %       | 3 %       |

## Култура, език и религия
Културата на Малдивите е повлияна от различни видове източници, но най-важните са намиращите се в близост Шри Ланка и Индия. Забелязват се и отделни елементи от африканската култура, пренесена тук основно от освободени в миналото роби, доведени на островите от благородници.
Официалният и най-широко разпространен език е дивехи, който спада към групата на индо-европейските езици. Езикът е със санскритски произход. В него има основно арабски влияния. Английският език се ползва широко в търговията и някои правителствени училища.
Древните крале пренасят будизма от континента на островите. След дългия будистки период мюсюлманите донасят със себе си сунитския ислям, който се налага като религия около XII век. Суни е официалната религия за цялото население и изискване за получаване на гражданство. Въпреки че това е преобладаващата религия, се забелязват и отделни части със суфизъм, като например някои мавзолеи, които днес се считат за културно наследство.
Малдивите са една от седемте държави в света, в които атеизмът е незаконен и наказуем със смъртно наказание.

## Отношения с България
Дипломатически отношения между двете държави са установени на 14 август 1984 г. по инициатива на България. От 2014 г. посланикът на България в Делхи се акредитира и за Малдивите. През януари 2005 г. българският гражданин Борислав Дионисиев е назначен за почетен консул на Малдивите в България.
Политическият диалог е спорадичен. Първата визита на ниво държавен глава е през септември 2003 г., когато президентът Георги Първанов посещава страната като част от азиатска обиколка, включваща също ОАЕ, Индонезия, Сингапур и Тайланд, и се среща с тогавашния президент на Малдивите Маумун Абдул Гаюм.
На 13 август 1996 г. в Мале е подписана двустранна Спогодба за въздушни съобщения.
Стокообменът между двете държави е ограничен.